# Là-bas (roman)
Pour les articles homonymes, voir Là-bas.
Là-bas est un roman de Joris-Karl Huysmans paru en 1891. Il occupe une place privilégiée dans son œuvre puisqu'il précède immédiatement sa conversion au catholicisme. Avec ce livre, Huysmans rompt définitivement avec le naturalisme (l'histoire s'ouvre sur une critique en règle de cette école littéraire par le héros) et met en scène pour la première fois le personnage de Durtal, véritable double de l'auteur, qui sera le protagoniste des romans ultérieurs, En route, La Cathédrale et L'Oblat.
Il y a donc deux groupements courants des derniers romans de Huysmans :
1. La Tétralogie de Durtal (Là-bas ; En route ; La Cathédrale ; L'Oblat)‚ prônée, par exemple, par le professeur de littérature française Pierre Citti[1] et l'éditeur Bartillat[2].
2. La Trilogie de la Conversion (En route ; La Cathédrale ; L'Oblat), limitée aux trois œuvres dans lesquelles Durtal embrasse explicitement le catholicisme.

## Résumé
Le héros Durtal, un auteur parisien, écrit une biographie de Gilles de Rais qui fut accusé, au XVe siècle, d'avoir violé et torturé des dizaines d'enfants. Afin de se documenter, Durtal s'entretient avec ses amis d'occultisme, d'astrologie, de spiritisme, de magie et tout particulièrement de satanisme dont il apprend la persistance à l'époque contemporaine. En parallèle il entretient une relation avec une admiratrice, madame Chantelouve, qui se révèle proche d'un chanoine sataniste et lui permet d'assister à une messe noire au moment où il achève son ouvrage.

## Genèse
En 1889, Remy de Gourmont présente Berthe de Courrière à Joris-Karl Huysmans qui en fera le modèle du personnage de Mme Hyacinthe Chantelouve dans ce roman.

## Éditions
- Joris-Karl Huysmans, Là-bas, Paris, Tresse et Stock, 1896, 15e éd. (1re éd. 1891), 441 p. (lire en ligne).
- Là-Bas, édition présentée et annotée par Yves Hersant, Paris, Folio Gallimard, 1985, 404 p.
- Là-Bas de Joris-Karl Huysmans, essai et dossier réalisés par Gilles Bonnet, Paris, Gallimard, Foliothèque, 2004, 209 p., [compte rendu en ligne].
- Joris-Karl Huysmans (auteur) et Christian Attard (narrateur), litteratureaudio.com, 28 janvier 2017 (écouter en ligne) Téléchargement MP3, sous forme de fichiers séparés ou d'archives groupées ; durée : 12 h 20 min environ.